# 'n Rettepetet
‘n Rettepetet is een single van De Strangers. ’n Rettepetet is een cover van Reet petite van Jackie Wilson in een vertaling van Frank Rover. Reet petite was origineel een single uit 1957, maar die in 1986/1987 een hitgevoelige heruitgave bleek.
B-kant M’ne velo was een cover van Schöner Gigolo, armer Gigolo van Leonello Casucci en Julius Brammer uit eind 1929, voor het eerst gezongen door Richard Tauber. M’ne velo is afkomstig van de elpee Goe gemutst.

## Hitnotering
Het plaatje stond nummer 1 in de Vlaamse top 10.

### VlaamseUltratop 50
| Positie: | 28 | 24 | uit |